# Kukkavada, Davanagere
Kukkavada là một làng thuộc tehsil Davanagere, huyện Davanagere, bang Karnataka, Ấn Độ.